# Niphona lateraliplagiata
Niphona lateraliplagiata är en skalbaggsart som beskrevs av Stephan von Breuning 1943. Niphona lateraliplagiata ingår i släktet Niphona och familjen långhorningar.
Artens utbredningsområde är Myanmar. Inga underarter finns listade i Catalogue of Life.